# シーラ・マシューズ・アレン
シーラ・マシューズ・アレン（Sheila Matthews Allen、1929年2月2日 - 2013年11月15日）は、アメリカ合衆国の女優。映画プロデューサーであるアーウィン・アレンと『タワーリング・インフェルノ』の撮影時に結婚した。
夫のアーウィン・アレンが制作した『ポセイドン・アドベンチャー』のリメイクである「ポセイドン」が2006年に製作された際、製作総指揮を務めた。

## 出演作品
- 世界崩壊の序曲：モナ役
- タワーリング・インフェルノ：市長夫人役
- ポセイドン・アドベンチャー：看護師役
- 気球に乗って五週間
- ステート・フェア